# Championnat d'Ukraine de rugby à XV 2020
 (juin 2025).
Motif : Coquille vide sans rédaction ni la moindre source. L'article principal (à compléter) devrait être suffisant pour aborder cette compétition
- Archive Wikiwix
- Bing
- Cairn
- DuckDuckGo
- E. Universalis
- Gallica
- Google
- G. Books
- G. News
- G. Scholar
- Persée
- Qwant
- (zh) Baidu
- (ru) Yandex
- (wd) trouver des œuvres sur Wikidata

| 1. | Préciser le motif de la pose du bandeau. | Précisez le motif de la pose du bandeau en utilisant la syntaxe suivante : {{admissibilité à vérifier\|date=juin 2025\|motif=remplacez ce texte par le motif}}                                                |
| 2. | Informer les utilisateurs concernés.     | Pensez à avertir le créateur de l'article, par exemple, en insérant le code ci-dessous sur sa page de discussion : {{subst:avertissement admissibilité à vérifier\|Championnat d'Ukraine de rugby à XV 2020}} |

Navigation
Championnat d'Ukraine 2019 Championnat d'Ukraine 2021
Le championnat d'Ukraine de rugby à XV 2020 (ou Superliga 2020) est une compétition de rugby à XV qui oppose les six meilleurs clubs ukrainiens. La compétition se déroule en une poule unique avec matchs aller-retour, mais est interrompue par la pandémie de Covid-19. Des phases finales sont alors organisées pour déterminer le classement final.

## Clubs participants
| Olymp Kredo-63 Polytechnic Odessa Podillya Sokol Antares |

| Équipe                   | Ville        |
| ------------------------ | ------------ |
| RC Olymp                 | Kharkov      |
| RC Polytechnic Odessa    | Odessa       |
| RC Podillya Khmelnytskyi | Khmelnytskyi |
| RC Sokol                 | Lviv         |
| RC Antares               | Kiev         |
| RC Kredo-63              | Odessa       |

## Résumé des résultats
| Rang | Club                  | J | V | N | D | Bo | Bd | Pm  | Pe  | Diff | Pts |
| ---- | --------------------- | - | - | - | - | -- | -- | --- | --- | ---- | --- |
| 1    | RC Olymp (T)          | 4 | 4 | 0 | 0 | 4  | 0  | 243 | 29  | +214 | 20  |
| 2    | RC Kredo-1963         | 5 | 3 | 0 | 2 | 3  | 1  | 186 | 117 | +69  | 16  |
| 3    | RC Podillya           | 5 | 2 | 0 | 3 | 2  | 1  | 96  | 108 | -12  | 11  |
| 4    | RC Polytechnic Odessa | 5 | 2 | 1 | 2 | 0  | 0  | 68  | 184 | -116 | 10  |
| 5    | RC Sokol              | 4 | 1 | 1 | 2 | 0  | 0  | 80  | 138 | -58  | 6   |
| 6    | RC Antares            | 5 | 1 | 0 | 4 | 0  | 2  | 79  | 176 | -97  | 6   |

|  | Qualifié pour la finale (no 1, no 2) |
|  | T : tenant du titre 2019             |

Attribution des points : victoire sur tapis vert : 5, victoire : 4, match nul : 2, défaite : 0, forfait : -2 ; plus les bonus (offensif : 4 essais marqués ; défensif : défaite par 7 points d'écart ou moins).

## Résultats détaillés
L'équipe qui reçoit est indiquée dans la colonne de gauche.	
| Clubs                    | ANT   | KRE   | OLY  | POD   | POL   | SOK   |
| ------------------------ | ----- | ----- | ---- | ----- | ----- | ----- |
| RC Antares               |       |       | 3-73 | 0-25  |       |       |
| RC Kredo-1963            | 31-33 |       |      | 38-18 | 44-7  |       |
| RC Olymp                 |       | 46-23 |      |       | 83-0  |       |
| RC Podillya Khmelnytskyi |       |       | 3-41 |       | 13-16 | 37-13 |
| RC Polytechnic Odessa    | 19-18 |       |      |       |       | 26-26 |
| RC Sokol                 | 28-25 | 13-50 |      |       |       |       |

|  | Victoire à domicile |  | Match nul |  | Défaite à domicile |

## Matchs de classement
- Titre : RC Kredo-1963 14-54 RC Olymp
- 3ème : RC Polytechnic Odessa 17-25 RC Podillya Khmelnytskyi